# 군단병

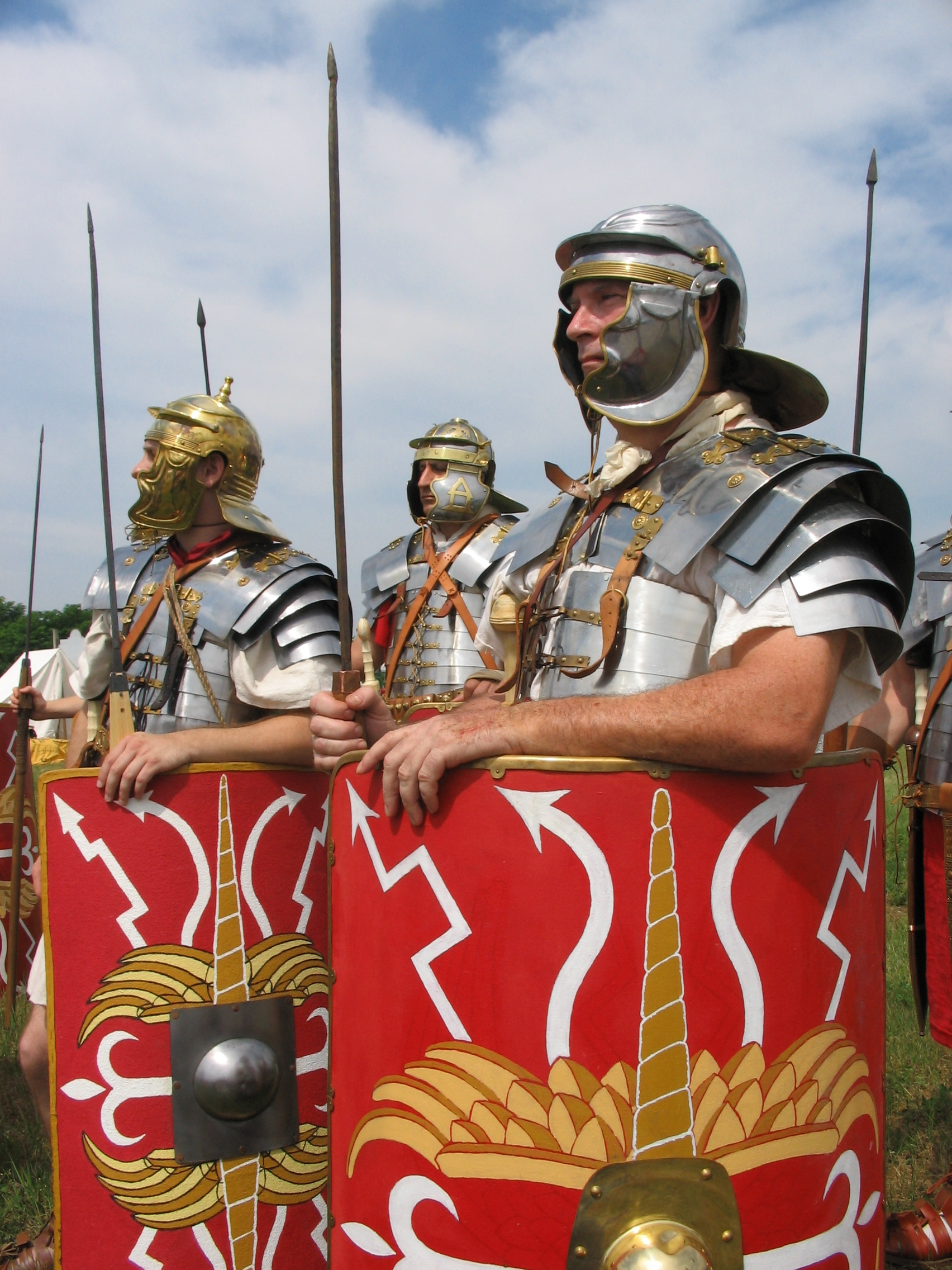
로리카 세그멘타타를 착용 중인 1-3 세기의 로마 군단병 재현 모습

고대 로마의 군단병 (legionarius, 복수형: legionarii)은 마리우스 군제개혁 이후 로마군의 전문화된 중보병이다. 군단병들은 보조군 및 기병 부대들과 함께 공화정 말기와 원수정 동안에 고대 로마의 영토를 정복하고 지켜냈다. 고전적인 로마 군단병이 사라진 후 수 세기간 베게티우스같이 군단병의 전투력에 대해 칭송하는 논평가들과 더불어, 최전성기 때 군단병들은 지중해 세계 최고의 병력으로 여겨졌다.
군단병들은 45세 이하 로마 시민들에서 모집되었다. 이들은 처음에는 주로 이탈리아 출신 입대자들로 이뤄졌으나, 시간이 흐름에 따라 속주 지역들에서 더 많이 모집되었다. 군단병들이 새롭게 정복한 지역들로 이주하게 되면서, 이들은 토착민들을 로마화 하는 데 도움을 주었고 로마 제국의 본질적으로 다른 지역들을 하나의 정체성으로 통합해는 데에도 도움을 주었다. 이들은 25년간의 복무를 하는 군단에 입대하였는데, 이는 전쟁이 있을 때만 입대하는 초기 방식에서 변한 것이었다.군단병들이 교전을 목적으로 했을 텐지만, 이들은 로마 제국의 많은 기반 시설들을 세웠고 속주 지역들에서 경찰 역할도 수행했다. 군단병들은 성벽, 교량, 도로 등 대규모 공공사업물들을 지었다. 군단병들의 복무 기간 마지막 5년은 가벼운 업무들이었다. 전역을 하게 되면, 이들은 토지나 이에 상응하는 돈을 받았고 사회의 중요한 인사가 되었다.

## 역사

### 시초: 마리우스의 군제개혁
가이우스 마리우스가 기원전 108년에 집정관이던 때, 로마는 누미디아의 왕 유구르타와 전쟁 중이었다. 더 많은 인력 자원이 필요하던 마리우스는 로마인들이 군대에 입대할 때 사용되었던 재산 요건을 폐지하고 로마 시민이기만 하면 군단병이 될 수 있게 하였다. 유구르타 전쟁 종전 후, 마리우스는 로마 군단병의 전문화와 표준화에 착수하였다. 그는 병사들의 훈련의 질을 높이고 동일하게 무장을 시켜, 새로운 전쟁마다 만들어질 필요가 없는 군대를 로마에 선사하였다. 더욱이 그는 병사들에게 토지나 금전적 보상 같은 전역 혜택을 주었다. 그러나 군단병들이 혜택과 보상들을 자신들의 지휘관들에게 의존했기에, 이들은 곧 로마 공화정 정부보다는 지휘관들에게 충성하게 되었다.

### 원수정 시기
아우구스투스가 기원전 27년에 권력을 장악하고 원수정을 수립하자, 그는 군단병들을 더욱 전문화하고 군단병들의 지휘관들에 대한 의존을 끊어내려고 하였다. 그의 집권기 때, 군단병들의 복무 기간이 25년으로 늘어났고(이 이전에는 평균 기간이 10여 년 정도였다) 봉급도 모든 군단들이 표준화되었다. 군단병들은 또한 복무가 끝날 때 토지 부여나 금전 보상을 보장받았으며, 이는 군단병들이 전쟁이 끝난 뒤에 지휘관들에게 덜 의존적이도록 하였다. 아우구스투스는 사크라멘툼도 개정하여 병사들이 지휘관이 아닌 황제에게만 충성도록 하였다. 이에 따라, 아우구스투스는 로마 공화정 말기를 경계로 한 내전을 종료시켜냈고 황제만을 널리 충성을 바치는 군대를 만들어냈다.
군단병들은 아우구스투스와 그 후대의 황제들의 원정을 통해 로마의 국경을 브리타니아 남부, 다키아, 북아프리카 및 그 외 지역들로 넓혔을 것이다.

### 쇠퇴

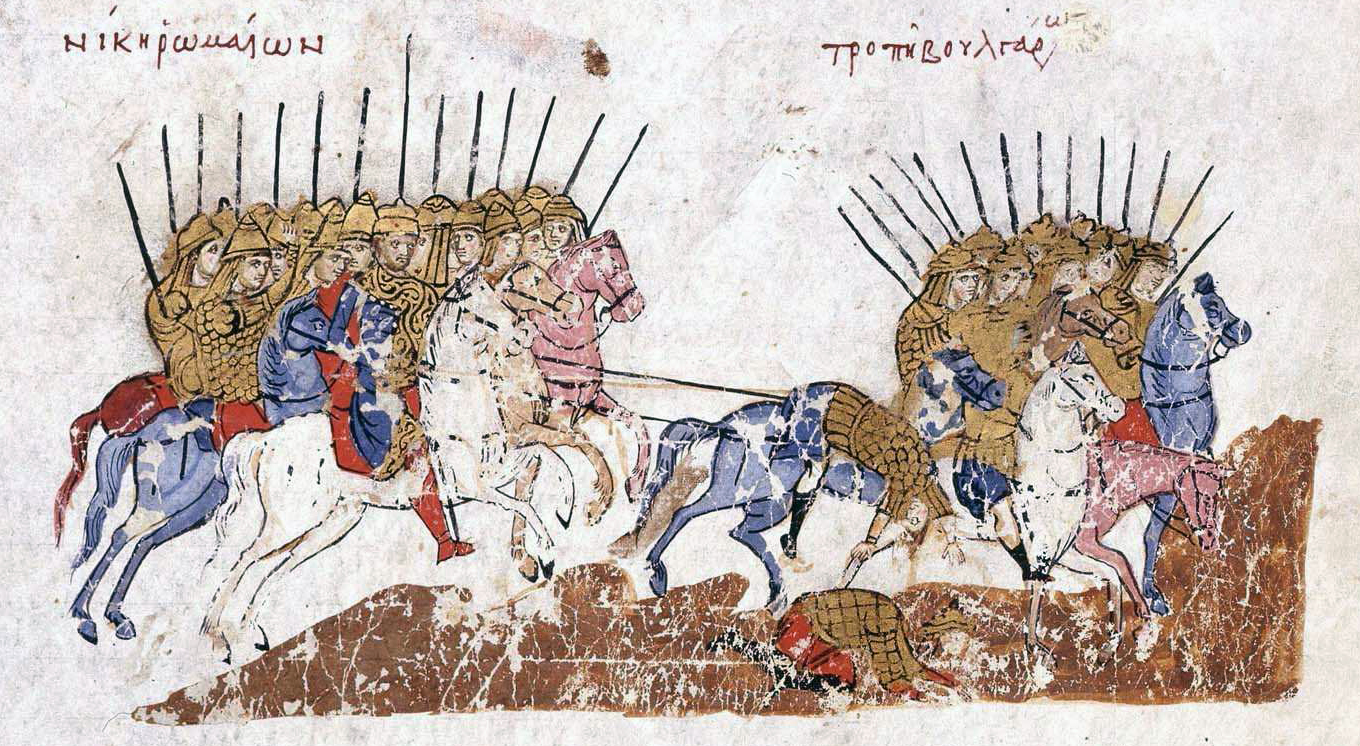
로마 제국 말기의 중무장 기병 종류의 일종인 클리바나리는 군단병이 중요성이 감소함에 따라 다른 기병 형태들과 같이 중요도가 커졌다.

셉티미우스 세베루스 시기부터, 군단병들은 점차 우위를 잃어 갔다. 이 쇠퇴에는 다양한 요인들이 있으나, 모두 군단병들의 충성심 또는 규율의 점진적인 저하를 지적하였다. 셉티미우스 세베루스는 황제에 오르고 그 자리를 유지하는 데 군단병들이 핵심이라는 걸 인지하고, 기부금과 봉급 인상을 하는 등의 군단병들에게 아낌없이 지원하면서 아마도 의도치 않게 이 쇠퇴를 유발했다. 이 행위는 군단병들이 황제에게 더 많은 보상들을 바라기 시작하면서 군단병들의 규율을 악화시킨 것으로 판정되었다. 셉티미우스 세베루스의 후임자인 카라칼라 시기에, 로마 제국의 모든 자유민들은 로마 시민들이 되어, 보조군과 군단병 간의 구분을 사실상 없애버렸다. 지속된 로마군의 확대와 동시에 일어난 이 행위는 이전보다 모호한 기준의 신병들이 군단에 입대한다는 것을 뜻했고, 군단병들의 질을 더욱 떨어트렸다.
3세기의 위기 동안, 위협 상황들이 로마 제국의 기다란 국경을 따라 일어나며, 좀 더 기동성 있는 군대가 필수적이게 되었다. 이에 따라 기병들이 제국의 변화된 위험에 대응하는 데 있어 중요해졌다. 이 때문에, 로마의 중갑보병들은 우위를 더욱 잃었다. 4세기 무렵에, 로마의 보병들은 고전적인 군단병들의 갑옷 대부분이 사라졌고 이전에 쓰던 필룸보다는 다트를 사용했다.

## 기능
군단병들은 무엇보다 최우선적으로 군인이기는 했지만, 여러 다른 중요한 기능들도 제공하였다. 전문 경찰력이 부족했던 총독들은 군단병들을 치안을 유지하고 중요 시설들을 방범하는 데에 사용했을 것이다. 로마 제국은 대규모의 민간 행정 기관이 부족했기에, 로마군에 많은 행정 직위들이 자주 주어졌을 것이다. 고위직 군인들은 지역민들끼리의 분쟁에서 자주 재판관 역할을 했고 로마군은 중요한 세금 징수 요소였다. 군단병들은 또한 자신들이 배치된 속주들에 로마 문화를 전파하는 역할을 하기도 했다. 군단병들이 속주들에 정착할 때, 도시들이 이들 주변으로 생겨났고, 자주 커다란 도시로 발전하였다. 군단병들이 토착민들과 어울리고 통혼하는 등의 이런 방식으로, 이들은 자신들이 보호하는 속주들을 로마화 하는 것을 도왔다.
군단병들은 노동력과 전문 기술의 원천으로서의 역할을 하였다. 따라서, 로마 제국을 연결했던 많은 사회 기반 시설들은 군단병들이 지은 것들이었다. 도로, 송수로, 교량 들은 요새와 성벽처럼 많은 방어 시설물과 더불어 군단병들이 건설하였다. 고대 로마의 공학의 기념적인 예시인 하드리아누스 장벽은 그곳에 주둔한 세 개 군단이 만든 것이었다. 군단병들은 대규모 공학 계획에만 한정된 것이 아니었다. 군대 내에 있는 측량사, 의사, 예술가, 공학자 등은 이들의 일반적인 군사 업무와 함께 다양한 행정 업무들에 사용되었을 것이다.

## 이무네스
일반적인 훈련된 군단병들은 밀리테스라고 알려졌으며 오늘날의 이등병 계급과 유사하였다. 밀리테스 외에 이 계급에는 공학자, 공성 병기 조종수, 훈련 교관, 무기 제작자, 목수, 의무병 등의 부가적인 역할을 지닌 특수병들인 이무네스가 있었다. 이들도 완전히 군단병으로 훈련을 받으며, 필요 시에 일반 사병 위치에 배치되어 교전했을 것이다. 이들은 훈련 및 잡역 같은 추가적인 업무를 수행했으나 동료들보다는 더 나은 봉급을 받았다.

## 모집
군단병들이 주로 시민권자들로 된 지원병들로 구성되기는 했지만, 징집을 통합 인원 충원은 공화정 시대에서부터 원수정, 특히나 위기의 시기 때 지속적으로 이뤄졌으며 이는 로마 군단병들의 상당 수가 징집병이었다는 것을 의미한다. 국가가 모집병들에게 장비를 제공하고 재산 요건들도 사라지면서, 극빈곤층 로마 시민들도 군단에 입대할 수 있었다. 그럼에도, 군대는 영예롭고 가치 있는 직업으로 여겨졌다. 정기적인 봉급, 훌륭한 전역 혜택, 거기에 특정한 법적 이점까지 있어서, 군단병은 일반적인 시민들이 바라는 많은 특전들이 있었다. 이에 따라, 빈곤한 시민들도 군대에 군대에 입대할 수 있었지만, 플레브스 계층의 사람들도 군단병에서 발견되었다. 실제로, 군대는 로마 사회에서 몇 안 되는 신분 상승 이동 방법 중 하나였다.
로마군은 대장장이, 목수, 도축업자 등의 유용한 기술을 지닌 신병들을 적극적으로 모집하려 했다. 요구 사항은 아니었지만, 글을 읽고 쓰는 능력은 켄투리오 같은 고위직으로 진급하는 데 글을 쓸 줄 아는 것이 필요했기에 유용하였다. 공화정 말에 군단병들은 주로 로마시 주변 지역들 출신이었으나, 로마가 확장함에 따라, 신병들이 이탈리아의 다른 지역들에서 등장하기 시작하였다. 점차, 이탈리아 지역보다는 군단들이 주둔했던 지역들에서도 신병들이 생겨났다. 트라야누스 시기 무렵엔, 모두 이탈리아 출신들로 된 군단병들에 속주 출신 군단병 4-5명이 있었다.

## 장비
적대적인 지역으로 진군할 때, 군단병들은 완전 무장을 갖추거나, 보급품 및 장비를 챙겨 갔을 것이다. 이런 물품은 주로 로리카 하마타, 로리카 스콰마타, 혹은 1–3세기의 로리카 세그멘타타, 방패 (스쿠툼), 투구 (갈레아), 투창 2개 (하나는 무거운 필룸 다른 하나는 가벼운 베루툼), 검 한 자루(글라디우스), 단검 한 자루(푸기오), 혁대 (balteus), 두꺼운 샌들 한 짝 (칼리가이), 정강이받이 한 짝, 마니카 한 짝, 행군용 군장 (사르키나), 대략 14일치 식량, 가죽으로 된 수통 (포스카 담는 용도), 요리 기구, 팰리세이드 구축을 위한 말뚝 (sudes murale) 두 개, 삽 한 자루, 고리버들 바구니로 구성되었다.
클라우디우스 황제의 군제개혁 (서기 41년경) 이후로, 각 군단은 특정 수의 공성 장비들을 갖출 것이 요구되었을 것이다. 코호르스 (대략 480명)마다 발리스타 한 대를 받았을 것이고, 각 켄투리아 (대략 80명)는 카로발리스타 한 대를 받았을 것이다. 10개의 코호르스와 60개의 켄투리아로 된 기본적인 군단병 구성 상에서, 한 개의 군단은 발리스타 10대와 카로발리스타 60대를 갖췄을 것이다.

## 전투 및 교전

### 사기 유지
로마 군단병들은 무엇보다도 8명으로 된 로마군의 기본적인 부대 단위인 자신들이 소속된 콘투베르니움과 같이 싸웠다. 같은 콘투베르니움 소속 병사들은 함께 싸우고, 먹고, 훈련을 받았다. 전우애라는 이 강인한 의식감이 군단병들에게 자부심을 주었고 전장에서 교전하게끔 하였다. 군기수들인 시그니페르들은 전투 시에 병사들을 유지하는 데 아주 중요하였다. 군기를 상실한다는 것은 그 군기가 속한 켄투리아에 불명예였다. 이에 따라, 군기수들은 군단병들을 단결시키고 싸우도록 북돋아줄 인원이 맡았다.
대형의 후방에 위치한 장교들인 옵티오들은 전투 외적으로 여러 중요한 역할들이 있었다. 그렇지만 전투 상황에서 이들의 임무는 군단병들이 탈주하는 것을 막는 것이었다. 끝 쪽이 둥근 막대기를 가지고 옵티오들은 전투에서 달아나는 군단병들을 대열로 돌아보내도록 했을 것이다. 앞쪽에서 앞장서는 켄투리오들은 군단병들이 교전을 유지하게끔 하는 롤모델로서 역할을 하며, 자신들의 지휘하에 병사들과 나란히 싸웠을 것이다.
마지막으로, 로마군에는 상벌제가 있었으며, 이는 전투 시에 군단병들에게 자극 및 자제력의 역할을 하였다. 예시로, 대단히 갈망받는 시민관은 전투에서 전우를 구한 군단병들에게 주어졌다. 그러나, 사형은 여러 다른 위반 사항에 대한 처벌이었다. 비겁한 짓이나 직무 유기를 범한 자들은 전우들한테 투석형에 처하여 죽게 되었다. 부대 전체가 비겁한 행위를 보이는 아주 드문 경우엔, 그 부대는 모든 병사 10명마다 그 중 한 명이 처형을 당하게 되는 십분의 일형에 처해진다. 보다 가벼운 처벌에는 강등, 밀로 된 식단을 보리로 바꾸기, 군용 장비 일부를 박탈하는 등 있었다.

### 전투 준비
대규모의 군대들은 일반적으로 즉시 접촉하자마자 전투를 벌이지 않았을 것이다. 오히려, 며칠 혹은 몇 주간의 재배치 및 협상이 전투 전에 이뤄졌을 것이다.  파르살루스 전투가 시작되기 이전에도 며칠간의 부대 이동이 있었다. 전투 이전에, 군단병들이 가능한 한 효율적일 수 있도록 하는 조치들이 취해졌다. 여기에는 군단병들에게 식사를 제공하고 전투 전에 휴식을 취하게 하는 등이 있었다. 지휘관들은 또한 이때 연설을 했을 것이다. 약탈물은 군단병들이 전투를 하는 데 주요한 동기였기에 이 연설은 이 전투가 군단병들에게 가져다 줄 많은 약탈물들을 상당히 강조했을 것이다. 회전(會戰)이 시작되기 앞서, 기병 및 보조군들이 적의 대열을 살피는 가운데 소규모 척후전이 이뤄졌을 것이다

### 전투 방식

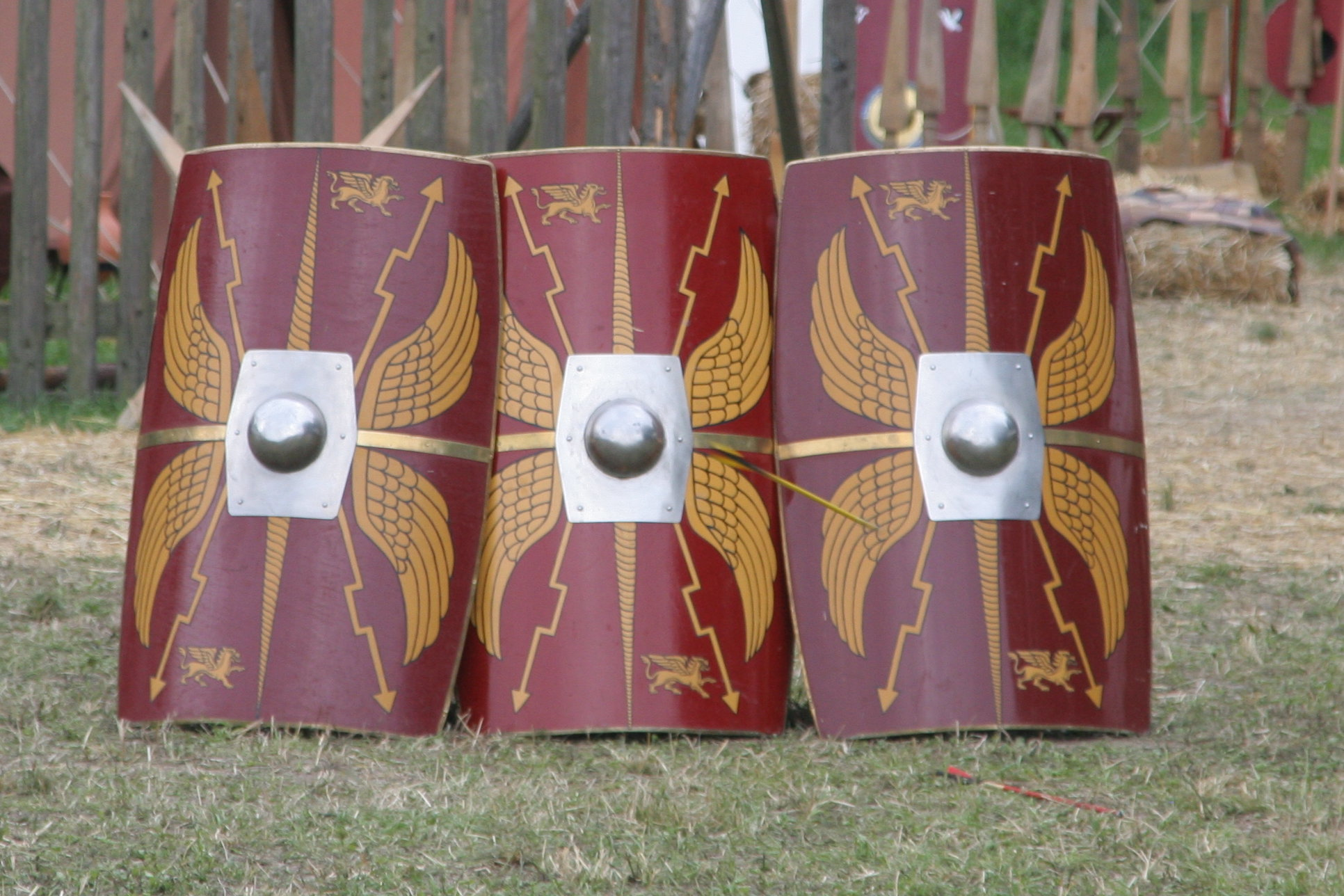
로마의 스쿠툼은 위의 사진에서 나타났듯이 같이 평평한 타원형에서 곡선에 직사각형에 이르기까지 다양했다. 모든 로마군의 스쿠툼에 있는 철제 보스는 방패에 공격 기능도 가능하게 했다.

군단병의 세 가지 주요 무기는 필룸(투창), 스쿠툼(방패), 글라디우스(숏소드)였다. 이론상으로, 군단병들은 적군에게 접근할 때 맨 먼저 필룸 을 던졌을 것이다. 이 필룸은 보통 적들의 방패를 관통하여 그 뒤에 있는 적을 타격할 수 있었을 것이다. 필룸이 방패를 관통하지 못한다 하더라도, 투사체의 목 부분이 구부러져, 방패를 무용지물로 만들수 있었다. 이렇게 되면 적들은 투사체 발사 공격과 군단병들의 공격에 취약해졌다. 필룸으로 인한 혼란과 피해는 이 뒤에 군단병들의 돌진으로 이어졌을 것이다.
스쿠툼은 여러 다양한 형태가 있지만, 이들 모두 방패 가운데에 커다란 금속 쇠붙이가 달려 있다는 점은 같았다. 이 쇠붙이는 군단병들이 스쿠툼을 방어용만이 아닌 공격용 무기로도 사용할 수 있게 하였다. 군단병들은 이 쇠붙이를 적군을 강타하고 밀어내는 데 사용했을 것이다. 스쿠툼과 동반되는 것이 베는 용도로도 쓰일 수 있으나 주로 찌르는 무기인 글라디우스이다. 인상적인 훈련과 함께 조합된 이 꽤나 단순한 장비들은 군단병을 고대 세계의 아주 효율적인 병사들로 만들어냈다.
군단병들이 싸우는 많은 다양한 대형들이 있으나, 이들은 부대 간의 간격을 촘촘히 질서 있게 두는 경향이 있었다. 이 틈은 예비 부대가 전투에 투입되게 하거나 척후병들이 군단병 뒤로 퇴각하는 경로 역할을 하였을 것이다. 전투 중 소강 상태 동안, 부상병들이 이 틈을 통해 전선 후방으로 후송될 수 있었다.

## 봉급과 조건

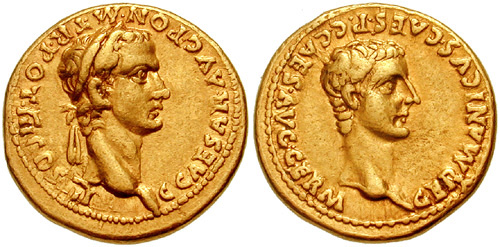
로마 상업 활동에 사용된 은화인 데나리우스. 3세기 위기 때, 가파른 물가 상승과 하락을 겪었다.

팍스 로마나 기간, 일반적인 군단병들은 1년에 225 데나리우스를 받았을 것이다. 이 금액은 도미티아누스 집권기에 300 데나리우스로 올랐다. 그러나, 3세기 위기 동안에, 인플레이션 및 혼란 상황이 군단병의 봉급을 혼란시켰고, 황제들은 군단병들이 민간인들한테서 물품을 강탈하는 것을 방치하였다. 이들의 수입은 황제가 군단의 충성심을 확보하려거나 성공적인 군사 작전 수행 후에 이들에게 주던 보상이던 기여금으로 보충되었다. 약탈물 역시도 군단병의 수입을 보충했고 병사들이 황제의 원정에 따르는 커다란 동기로 사용되었다. 복무 기간이 끝나면, 군단병들은 약간의 토지 및 그에 상응하는 금전을 받았다.
로마 제국이 형성되면서, 영구적인 군단 요새들이 세워졌고 많은 요새들이 도시들로 성장하였다. 이 요새들은 목욕탕, 타번, 심지어는 행사와 동물 전시 등이 이뤄진 원형극장 들을 갖추었다. 그럼에도, 대개 군단병들이 사망했을 때 미망인을 돌봐야 할 암묵적인 필요성 때문에, 군단병들은 셉티미우스 세베루스 집권기가 되어서야 법적으로 혼인이 허용되었다 (그렇긴 해도 이들의 배우자는 보통 인정되었다).

### 훈련 및 규율
처음 징집되었을 때, 신병(tiro)들에게 훈련할 때 진짜 무기를 주지 않았다. 대신에, 실제의 것에 무게가 두 배로 된 목검과 방패를 지급받았다. 이를 통해 신병들은 나무로 된 무기로 훈련하면서 근력을 기르게 하였다. 전투술 외에도, 신병들은 수영하는 법과 야영하는 법 등을 배웠다. 그렇지만 무엇보다도 신병들은 규율을 교육받았으며, 훈련 기간에 하루 두 차례 훈련을 받았다. 6개월까지 지속될 수 있는 훈련 기간이 끝나면, 신병들은 '밀리테'(milite)가 되었고 각자의 군단으로 보내졌다.
로마의 병사들은 군생활 내내 특히나 엄격한 훈련을 받았다. 규율은 로마군의 성공의 근간이었고, 병사들은 끊임없이 지속적으로 무기와 제식 훈련을 받았으며, 완전 무장을 하고 촘촘한 대형으로 행군을 하는 것도 빈번하였다. 규율이 중요했기에, 규율 위반 사항들은 켄투리오들이 가혹하게 처벌하였다. 처벌에는 요새화된 주둔지의 보호 범위 밖에서 하룻밤을 보내는 것부터 몽동이로 두드려 맞기(푸스투아리움이라 하며 장기간 행군 중 졸면서 걸는 것에 대한 가장 흔한 처벌), 소수 인원들에 대한 투석형 및 십분의 일형을 포함한 부대 단위 처벌까지 있었다. 그럼에도, 승진, 보상, 영예 등이 전투에서 뛰어난 모습 및 모범적인 행동을 한 군단병들에게 자주 주어졌다.
견고한 규율 훈련의 목적 중 하나는 병사들의 두려움을 쫓아내기 위함이었다. 공포, 그리고 이에 뛰따르는 공황은 전장에 있는 군대에 대단히 파괴적인 위력이다. 로마군은 엄격한 육체 및 정신 훈련을 통해 두려움을 제거하려 했다. 그러나, 전장의 두려움에도 불구하고 다른 종류의 두려움이 병사들에게 동기를 주는 용도로 사용되었는데, 그것은 지휘관들의 가혹한 처벌에 대한 두려움이었다. 요세푸스의 말에 따르면 "그들은 두려움을 통해 전쟁에 더 강인해진다, 병사들이 대열에서 이탈하는 것뿐만 아니라 게으름과 나태함에 대해서도 이들의 규칙이 사형을 선고하기 때문이다 ".

### 식단
군단병은 아침(prandium)과 저녁(케나) 하루에 두 번 식사를 했다. 군단병들은 병사의 모든 배급량의 거의 60–70%를 차지했던 주로 밀로 된 정기적인 배급 식량을 받았다. 이 배급 식량은 빵이나 포리지 형태로 섭취되었을 것이다. 그렇지만, 전시에는 병사들은 밀 배급품을 오랜 기간 지속되는 비스킷인 하드택으로 조리했을 것이다.
곡물 외에 다른 배급품을 보충하는 것을 키바리아(cibaria)라고 하였다. 여기에는 다양한 식품류들이 있으며, 주로 포도주, 식초, 채소(대개 콩이나 렌틸), 소금, 염장 돼지고기, 치즈, 올리브유 등이 있다. 그렇지만 여기에는 과일류가 들어가 있지 않았다. 직접 채집하거나 상인들과 교역, 징발, 작전 중 약탈을 통해서 군단병은 배급에 포함되지 않은 다른 식품류들을 얻을 수 있을 것이다. 종합하자면, 평균적인 군단병들의 식단은 대체로 영양가 있고 포만감 있었다.

### 위생 관리
영구적 로마 요새들은 병원 시설을 두었을 것이고, 그곳에서 의사들(메디키)이 다치거나 병에 걸린 군단병들을 치료했다.  이 의료 인력들은 병에 걸린 병사들을 격리시켜, 부대 전체에 가능한 한 감염성 질병들의 전파를 줄였다. 로마의 요새들과 주둔지들은 고대 시대의 군대들에 막대한 피해를 입히던 수인성 질병의 전파를 최소화하려는 방식으로 구획되었다. 공학자들은 신선한 물을 주둔지에 공급하고 오물들을 하류 쪽으로 떠내려보는 데에 특별히 신경썼다. 심각하고 영구적 부상을 당한 군단병들은 의병 제대(missio causaria)되었을 것이다. 이 제대는 몇몇 세금 및 공공 업무 등에서 면제되는등의 많은 해택을 얻을 수 있었다.

## 같이 보기
- 카스트라
- 로마군의 부대 유형 목록
- 로마 군단 목록
- 고대 로마의 전쟁사
- 포에니 전쟁

### 일반 서적
- Sumner, G. and Raffaele D'Amato. Arms and Armour of the Imperial Roman Soldier. Frontline Books, 2009.
- Watson, G.R. The Roman Soldier. Cornell University Press, 1993.